# Anastasie Iordache
Anastasie Iordache (n. 18 mai 1933, comuna Seaca de Pădure, județul Dolj, Regatul României – d. 1 februarie 2009, București, România) a fost un istoric român.

## Biografie
A fost născut în data de 18 mai 1933, în comuna Seaca de Pădure din județul Dolj, Regatul României.
Clasele primare le face în comuna natală, urmând Liceul Pedagogic din Craiova, după care, se înscrie la Facultatea de Istorie a Universității din București, pe care o absolvă în 1958, fiind șef de promoție.
Ca o recunoaștere a valorii și calității sale a fost repartizat, cu funcția de cercetător științific, la Institutul de Istorie „Nicolae Iorga”, unde s-a specializat și a studiat, jumătate de secol, Istoria Modernă a României pe tot parcursul secolului al XIX-lea și primele decenii ale secolului XX. 

## Lucrări
Activitatea sa științifică s-a concretizat în următoarele lucrări:
- Viața politică în România 1910-1914, Ed. Științifică, București, 1972, 367 p.
- Alexandru G. Golescu, Ed. Științifică, București, 1974, 112 p.
- Goleștii. Locul și rolul lor în istoria României, Ed. Științifică și Enciclopedică, București, 1979, 436 p.
- Pe urmele Goleștilor, Ed. Sport-Turism, București, 1982, 296 p.
- Pe urmele lui Dumitru Brătianu, Ed. Sport-Turism, București, 1984, 350 p.
- Originile conservatorismului politic în România 1821-1882, Ed. Politică, București, 1988, 292 p.
- Sub zodia Strousberg. Viața politică în România 1871-1878, Ed. Globus, București, 1991, 360 p.
- Principii Ghica. O familie domnitoare din Istoria României, Ed. Albatros, București, 1991, 240 p.
- Ion I.C. Brătianu, Ed. Albatros, București, 1994, 592 p.
- Ion Ghica. Diplomatul și omul politic, Ed. Majadahonda, București, 1995, 352 p.

Principatele Române în epoca modernă, Ed. Albatros, București, 2 volume:
- Domniile Pământene și ocupația rusească 1821-1831, 1996, 376 p.
- Administrația regulamentară și tranziția la statul de drept (1831-1859), 1998, 354 p.
- Instituirea monarhiei constituționale și a regimului parlamentar în România 1866-1872, Ed. Majadahonda, București, 1997, 296 p.
- Criza politică din România și războaiele balcanice 1911-1913, Ed. Paideia, București, 1998, 291 p.
- Reorientarea politică a româniei și neutralitatea armată 1914-1916, Ed. Paideia, București, 1998, 248p.
- Originile și constituirea Partidului Conservator din România, Ed. Paideia, București, 1999, 272 p.
- Parlamentul României în anii reformelor și ai Primului Război Mondial 1907-1918, Ed. Paideia, București, 2001, 164 p.
- Take Ionescu, Ed. Mica Valahie, București, 2001, 307 p.
- Revoluționarii Golești, Ed. Mica Valahie, București, 2002, 360 p.
- Dumitru Brătianu. Diplomatul, doctrinarul liberal și omul politic, Ed. Paideia, București, 2003, 360 p.
- La declaration de neutralite de la Roumanie au commencement de la premiere guerre mondiale, in RRH, XIII (1974),1, p. 131 - 151[4]